# Immanuel Holger
Immanuel Holger Torres (Valparaíso, 1 de junio de 1893-Santiago, 2 de junio de 1963) fue un militar y político chileno.
Se desempeñó como subsecretario de Marina entre 1937 y 1938. Durante su gestión se promulgó la llamada «Ley de Cruceros».
Ejerció además, como ministro del Interior en el gobierno del presidente Gabriel González Videla, en dos periodos; del 2 de agosto de 1947 al 7 de julio de 1948, y del 25 de agosto de 1948 al 27 de febrero de 1950. Le correspondió sofocar las huelgas de los mineros de Lota en octubre de 1947, declarando las provincias de Concepción y Arauco en estado de emergencia. Fue sujeto de una acusación constitucional en noviembre de 1947, rechazada por amplia mayoría en la Cámara de Diputados.
Posteriormente fue jefe de la Misión Naval en Washington D. C. (1950) e intendente de la antigua provincia de Concepción (1958).
Falleció en el Hospital Militar de Santiago el 2 de junio de 1963, a los 70 años.